# Serguei Seliànov
Serguei Mikhaïlovitx Seliànov (Сергей Михайлович Сельянов; Olonets, República Socialista Soviètica Carelo-Finlandesa, URSS, 21 d'agost de 1955) és un productor, director i guionista de cinema rus. És el director general de la companyia cinematogràfica STV.

## Biografia
Del 1975 al 1976 va estudiar a l'Institut Politècnic de Tula, on va dirigir el club d'amants del cinema. El 1989 va estudiar direcció i guió a l'Institut Estatal Rus de Cinematografia Gueràsimov (VGIK).
El 1980 va fer el seu primer llargmetratge, Den angela (dia de noms), amb Nikolai Makarov. No va ser aprovat per la censura i només es va poder emetre per televisió l'any 1988. El 1992 va fundar la companyia cinematogràfica STV juntament amb el director Aleksei Balabànov. Posteriorment va produir més de 40 llargmetratges i documentals, que es van projectar en festivals de cinema nacionals i internacionals. Les seves pel·lícules de gàngsters Brat (1997) i Brat 2 (2000) amb Serguei Bodrov es van convertir en grans èxits russos. El drama de la Segona Guerra Mundial Kukuixka (2002) va cridar l'atenció internacional; el curtmetratge Lavatory Lovestory va ser nominat a l'Oscar el 2009, igual que Mongol (sobre la vida de Genguis Kan) el 2008.
També va produir diverses pel·lícules de televisió per a l'estació Pervi Kanal. El 2021 va produir Hansel, Gretel i Agentstvo Magii.

## Premis
El 2001 va rebre el Golden Ram com a millor productor rus de l'any. El 1999 va rebre un premi de la Motion Picture Association of America. El 2003 va ser guardonat amb un premi per les revistes comercials russes Videobusiness, Film i Filmbusiness heute. El 2008 va guanyar el Premi Nika per Mongol.

## Filmografia (com a director)
- Den angela (1988)
- Dukhov den (Духов день, 1990)[3][4]
- Vremia petxali ieixtxo ne prixlo (Время печали ещё не пришло, 1995)
- Century of Cinema (sèrie de televisió, 1996)
- Lev Tolstoi: Jivoi genii (2011)